# Valdštejnsko (zámecký komplex)
Valdštejnsko (též Valdštýnsko nebo Valdštýn, německy Waldsteinruhe) je převážně zaniklý zámecký komplex valdštejnské eremitáže (poustevny) pro odpočinek hostí při honech v okrese Mladá Boleslav. Leží asi 4 km západně od města Bělá pod Bezdězem, na katastrálním území obce Březovice 3 km severně od ní. Budova čp. 80 je od roku 1967 jako „areál hájovny - zámeček“ spolu se sochami granátníků zapsána jako kulturní památka České republiky.

## Historie
Komplex byl vystavěn v první polovině 18. století Marií Markétou z Valdštejna, nebo jejím synem, Františkem Arnoštem z Valdštejna.
Zámeček obklopovala obora s jelení a dančí zvěří a tetřevy. Kolem roku 1885 dosáhly stavy zvěře až 257 kusů.
Dne 17. října 1804 byl na Valdštejnsku jako hraběcí host císař František I. s chotí. Na památku návštěvy byl v kapli umístěn chronogram. Poslední významnou návštěvou na zámečku byl roku 1842 jako host Kristiána z Valdštejna rakouský arcikníže Štěpán. V roce 1854 byly již budovy sešlé.
Roku 1904 byla většina budov rozhodnutím Valdštejnů zbořena a materiál použit na štět silnice z Bezdědic na nádraží Bezděz. Chov daňků a tetřevů v oboře pokračoval až do první světové války

## Popis
Komplex loveckého zámečku se rozkládá na okrouhlé mýtině o průměru asi 260 metrů, ze které paprskovitě vybíhá do lesa 8 cest, původně průseků. Uprostřed mýtiny je uměle navršený podsklepený pahorek, tzv. Růžový kopeček, na kterém stávala dřevěná besídka. Od něj se rozbíhalo 8 cest lemovaných lipovými alejemi navazujících na 8 lesních průseků. Lipové aleje prošly mezi lety 2016–2019 revitalizací, v rámci níž bylo 22 havarijních dřevin pokáceno a vysázeno 60 nových lip. Na konci alejí stálo 6 pavilonů, kaple, budovy pro služebnictvo, stáje, kuchyně apod. Dochoval se jeden pavilon a část druhého, přestavěná na stáj. Mimo okruh budov při okraji mýtiny se dochovala také hájovna (Jägerhaus).

### Pavilony
Pavilony určené k ubytování nesly jména podle rodové příslušnosti hostů:
- Pavilon č. 80, Aueršperský, dochovaný, slouží jako myslivna
- Pavilon č. 81, pavilon hraběnky, po roce 1904 přestavěn na stáj, dochovaný, slouží jako skladiště
- Pavilon č. 82, pavilon hraběte, sloužil jako herna a knihovna, zbořen 1904
- Pavilon č. 83, Schwarzenberský, zbořen 1904
- Pavilon č. 71, Černínský, zbořen 1904
- Pavilon pro letní ubytování (Sommerhaus), zbořen zřejmě 1904

### Kaple Panny Marie
Vlastní kaple se nacházela ve střední části pavilonu. Po stranách k ní přiléhaly světničky pro kněze a kostelníka s vlastními vchody. Na hřebeni střechy byla vyzdvižena věžička s lucernou krytá cibulovitou bání. Vysvěcena byla 4. května 1725 prelátem strahovských premonstrátů Mariánem Herrmannem.

### Sochy granátníků
Dvojice soch granátníků stojí při cestě směrem k samotě Pankrác. Nechal je postavit František Arnošt z Valdštejna jako upomínku na valdštejnskou kompanii granátníků z válek o rakouské dědictví. Kompanie, které velel František Hochberg, vydržovaná z peněz hraběte, byla však Prusy rozehnána, a mnozí vojáci zajati. Sochy jsou částečně z pískovce, částečně ze dřeva, 2,9 m vysoké, polychromované, umístěné pod dřevěnými stříškami. Na čepicích nesou valdštejnský erb. 
V únoru 2016 byly ukradeny dřevěné hlavy obou soch. V květnu téhož roku byly policií objeveny a z krádeže obviněni dva pachatelé. Hlavy byly vráceny na svá místa.

### Socha sv. Jana Nepomuckého
Roku 1792 ji dala v jednom z průseků, asi 700 metrů od mýtiny, postavit hraběnka Žofie z Valdštejna, rozená ze Šternberka, manželka Vincence z Valdštejna.
Na stupni elipsovitého tvaru, který obíhá balustráda, stála na podstavci s nápisovou deskou světcova socha v životní velikosti. Po stranách byly vztyčeny tři korintské sloupy nesoucí baldachýnový oblouk nad sochou. Na vrcholu oblouku byla umístěna socha Panny Marie s Ježíškem. Celková výška dosahovala asi 6 m. Chronogram na čelní straně podstavce zní:
DIese BILDsäVLe errIChtete

fraV fraV SophIa

GräfIn Von WalDsteIn

gebohrene GrafIn Von Sternberg

Po roce 1945 byla socha poškozena. V roce 1965 byla již socha z velké části zřícena. Na místě se dochoval elipsovitý stupeň s částí balustrády a podstavec sochy s nápisem.

## Přístup
Na místo loveckého komplexu se dá dostat lesními cestami z šesti stran (původní průseky), čtyři z nich v rámci modré a zelené turistické trasy. Mýtinou prochází cyklotrasa 0060. Platí sem zákaz vjezdu motorových vozidel.

## Galerie

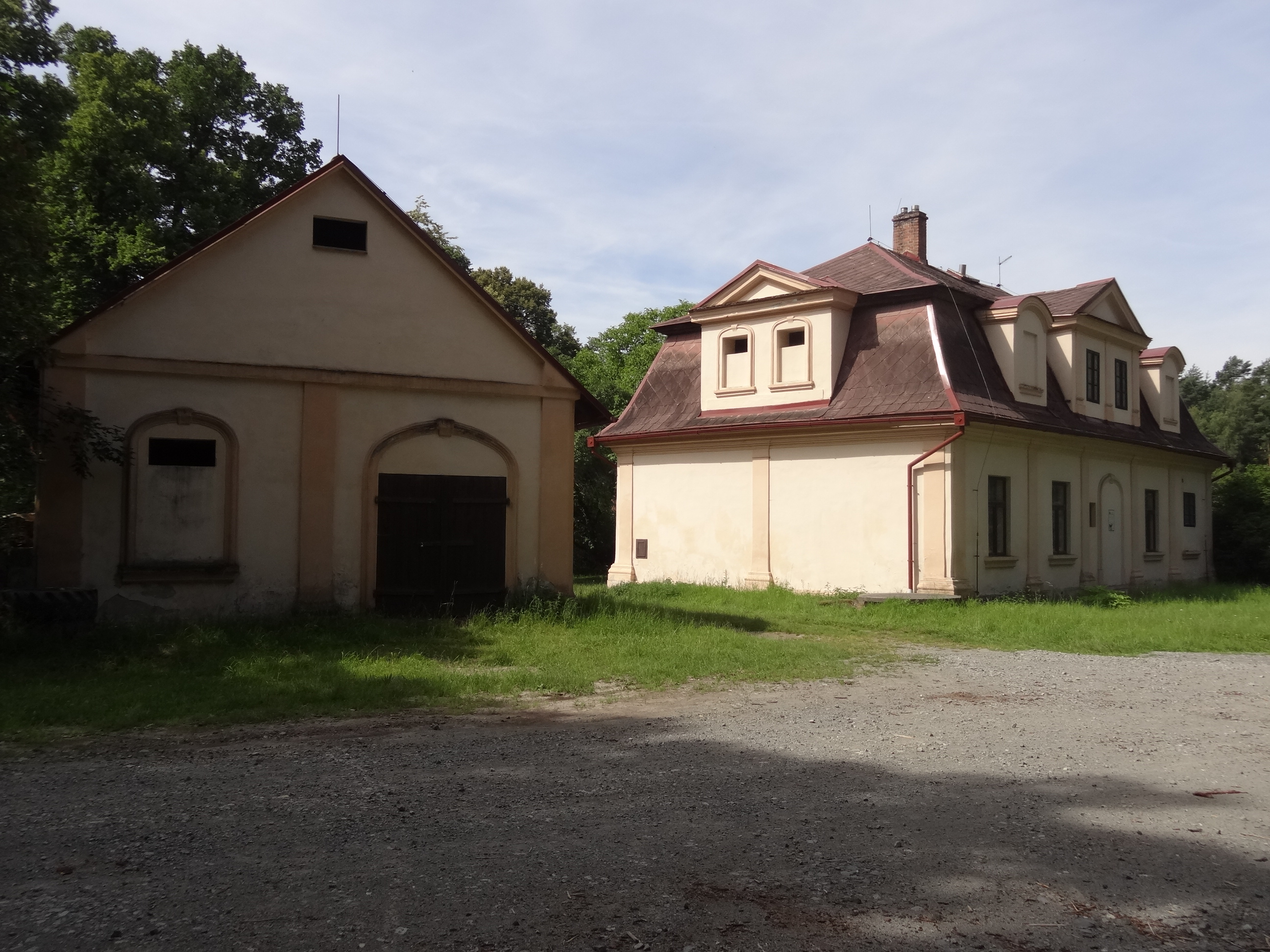
Vpravo dochovaný pavilon č. 80 (Auersperský), vlevo pozůstatek pavilonu č. 81, přestavěný po roce 1904 na stáj
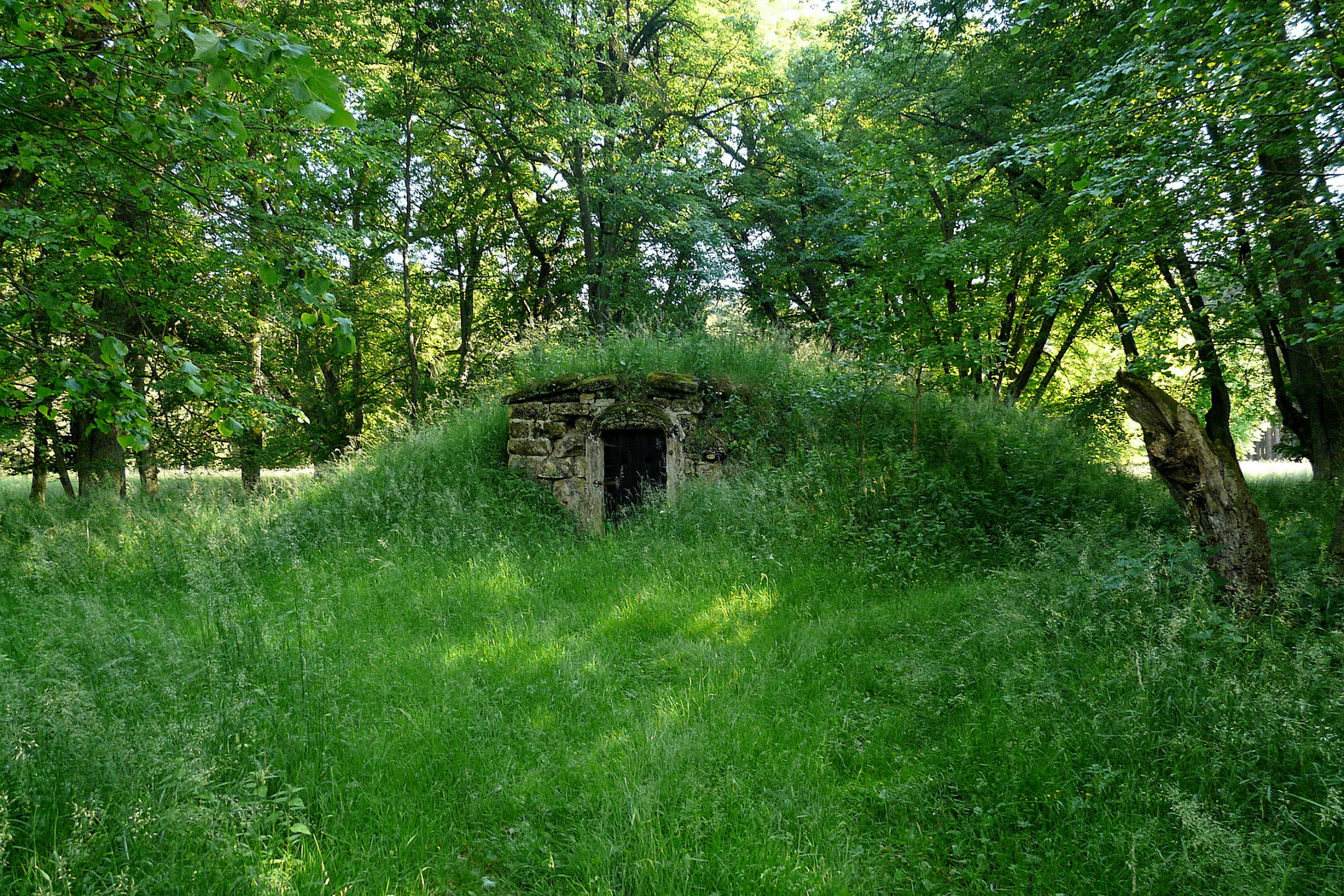
Centrální podsklepený pahorek, tzv. Růžový kopeček
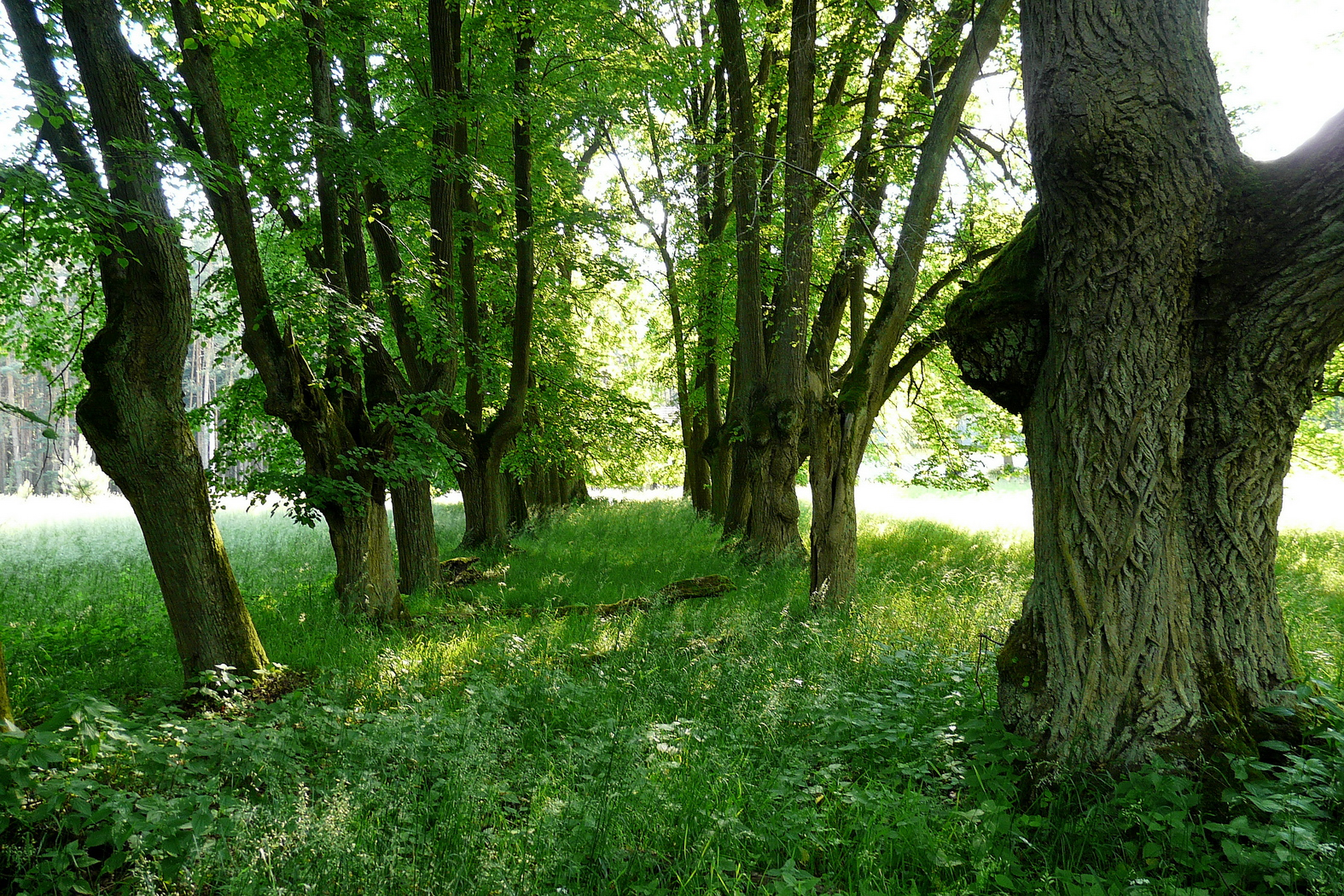
Původní lipová alej
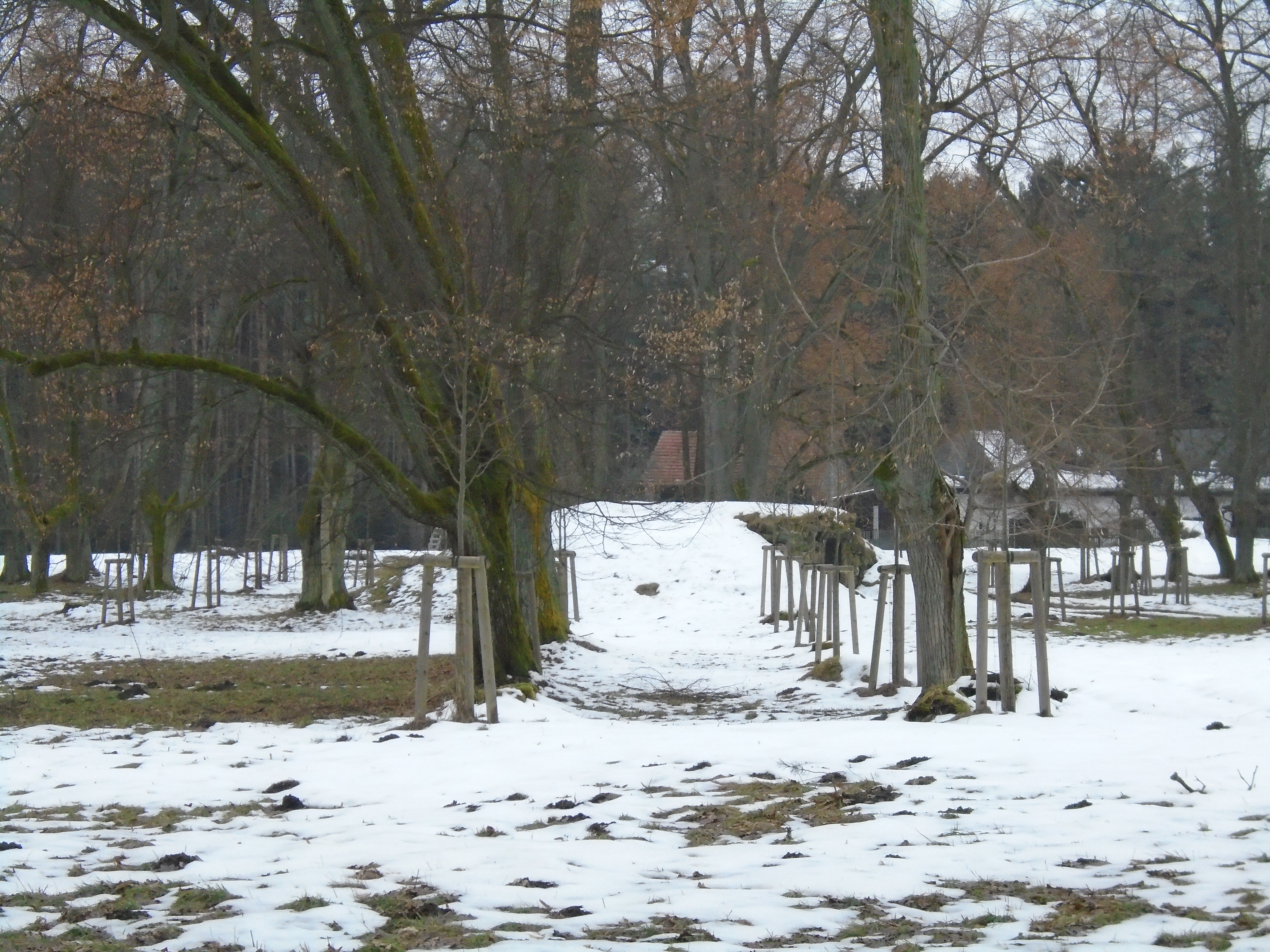
Revitalizovaná lipová alej. Uprostřed Růžový kopeček. V pozadí Jägerhaus.
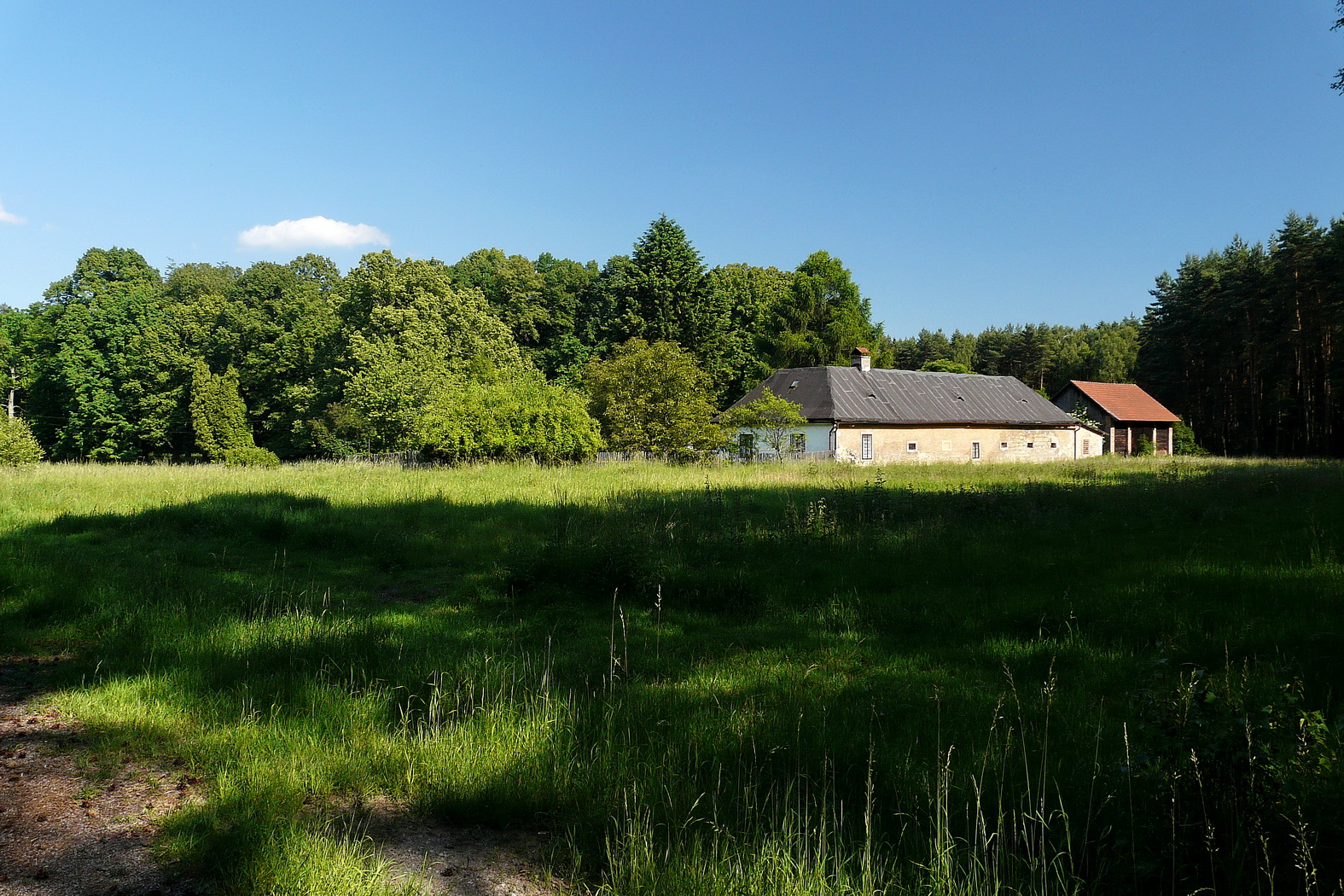
Dochovaná hájovna stojící mimo okruh pavilonů. Pohled od soch granátníků
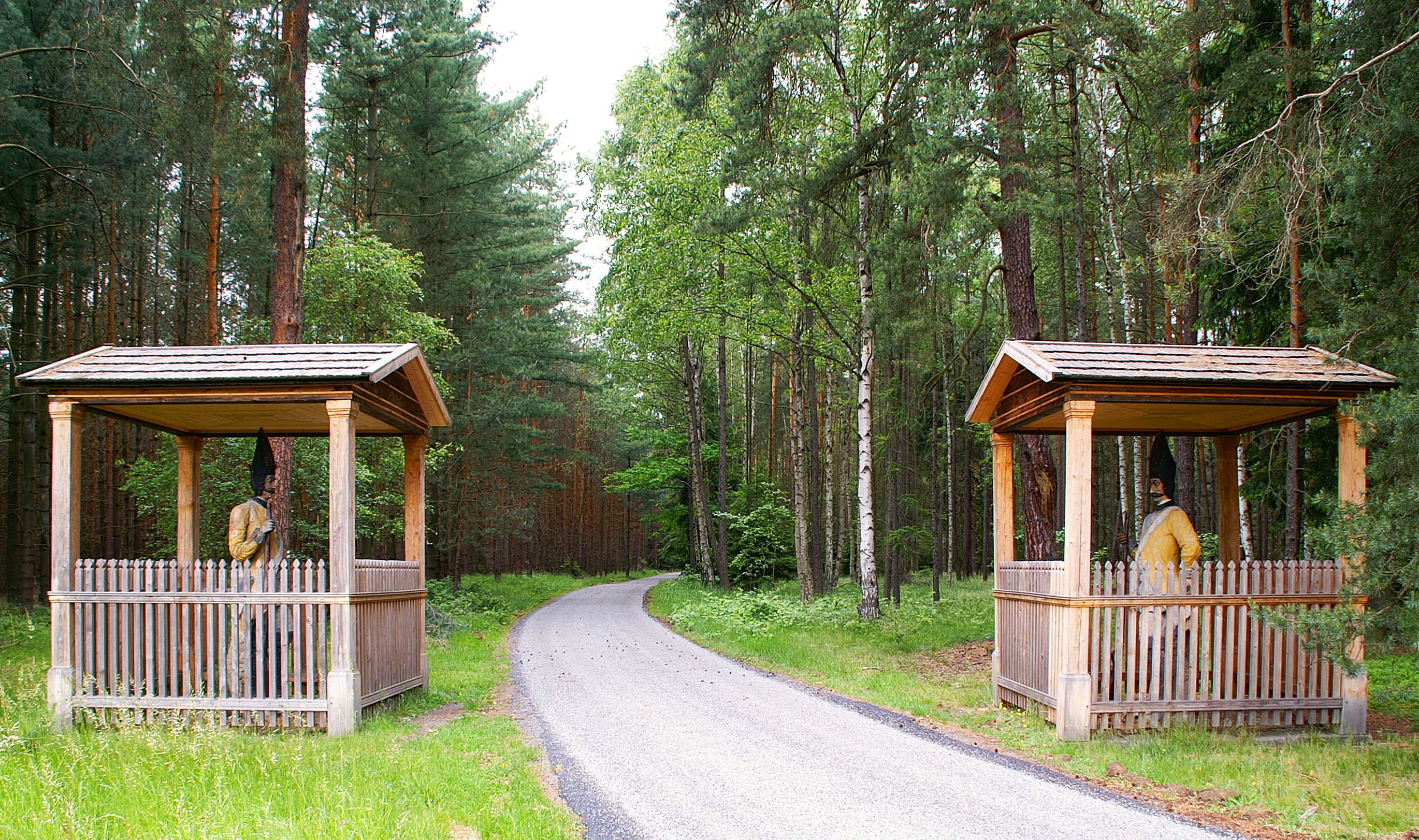
Dvojice soch granátníků s přístřešky
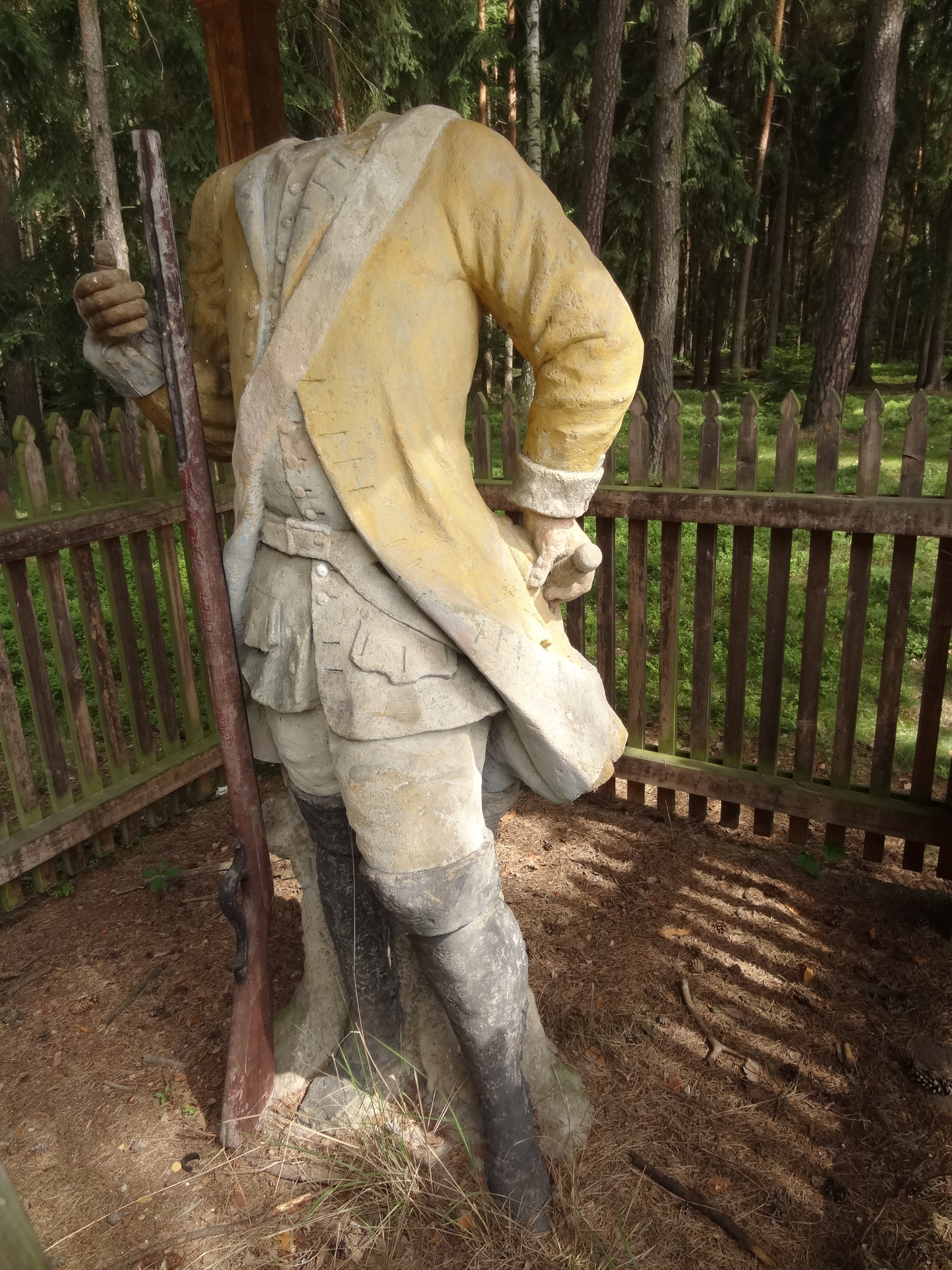
Socha granátníka bez hlavy v červenci 2016
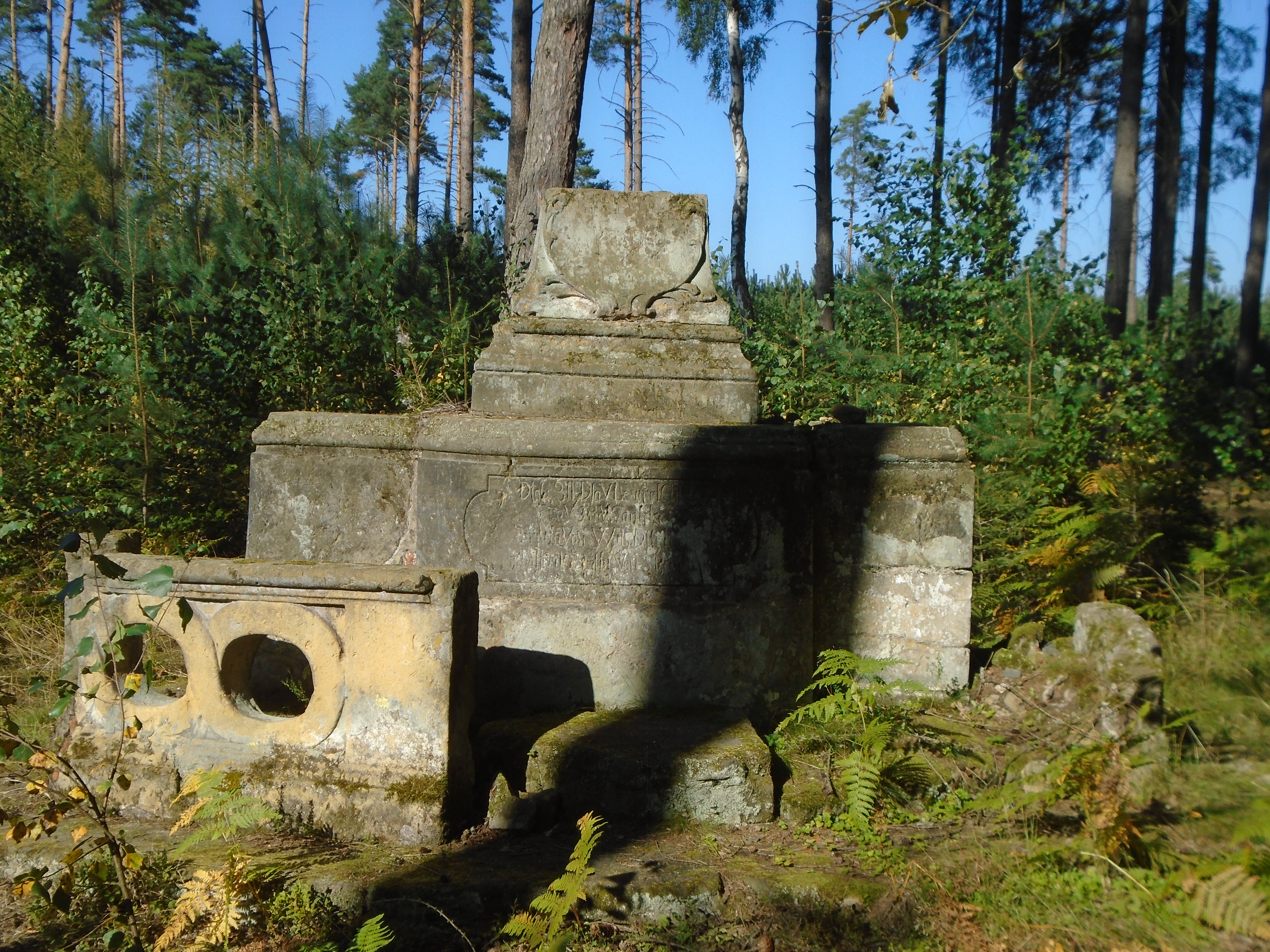
Torzo sochy sv. Jana Nepomuckého z roku 1792 nedaleko mýtiny